# Pont-l'Évêque, Calvados
Pont-l'Évêque är en kommun i departementet Calvados i regionen Normandie i norra Frankrike. Kommunen ligger i kantonen Pont-l'Évêque som ligger i arrondissementet Lisieux. År 2022 hade Pont-l'Évêque 5 116 invånare.

## Befolkningsutveckling
Antalet invånare i kommunen Pont-l'Évêque
Referens:INSEE